# Rick Findlater
Rick Findlater é um maquiador americano. Como reconhecimento, foi nomeado ao Oscar 2013 na categoria de Melhor Maquiagem e Caracterização por The Hobbit: An Unexpected Journey.